# Uromyces linearis
Uromyces linearis ist eine Ständerpilzart aus der Ordnung der Rostpilze (Pucciniales). Der Pilz ist ein Endoparasit des Süßgrases Panicum repens. Symptome des Befalls durch die Art sind Rostflecken und Pusteln auf den Blattoberflächen der Wirtspflanzen. Sie ist in warmen Gebieten der Alten Welt verbreitet.

## Merkmale

### Makroskopische Merkmale
Uromyces linearis ist mit bloßem Auge nur anhand der auf der Oberfläche des Wirtes hervortretenden Sporenlager zu erkennen. Sie wachsen in Nestern, die als gelbliche bis braune Flecken und Pusteln auf den Blattoberflächen erscheinen.

### Mikroskopische Merkmale
Das Myzel von Uromyces linearis wächst wie bei allen Uromyces-Arten interzellulär und bildet Saugfäden, die in das Speichergewebe des Wirtes wachsen. Aecien oder Spermogonien der Art sind nicht bekannt. Die zimtbraunen Uredien des Pilzes wachsen meist oberseitig auf den Wirtsblättern. Seine tiefgoldenen bis zimtbraunen Uredosporen sind 24–28 × 22–26 µm groß, meist kugelig geformt und stachelwarzig. Die überwiegend blattoberseitig wachsenden Telien der Art sind schwarzbraun und früh offenliegend. Die kastanienbraunen Teliosporen sind einzellig, in der Regel kugelig bis breitellipsoid und 24–29 × 19–24 µm groß. Ihre Stiele sind gelblich und bis zu 90 µm lang.

## Verbreitung
Das bekannte Verbreitungsgebiet von Uromyces linearis reicht von Japan und den Philippinen bis nach Mallorca und Uganda.

## Ökologie
Die Wirtspflanze von Uromyces linearis ist Panicum repens. Der Pilz ernährt sich von den im Speichergewebe der Pflanzen vorhandenen Nährstoffen, seine Sporenlager brechen später durch die Blattoberfläche und setzen Sporen frei. Die Art durchläuft einen Entwicklungszyklus, von dem bislang lediglich Telien und Uredien sowie deren Wirt bekannt sind; Spermogonien und Aecien konnten dem Pilz nicht zugeordnet werden.